# Al-Ghriba-synagogan
al-Ghriba-synagogan (arabiska: كنيس الغريبة) är en gammal judisk församling och synagoga i byn Hara Seghira på den tunisiska ön Djerba. Den byggdes troligen på 500-talet f.Kr. och anses vara Afrikas äldsta. Synagogan har renoverats vid flera tillfällen och den nuvarande byggnaden på platsen är från början av 1900-talet.
Tusentals judiska pilgrimer besöker synagogan i maj varje år i samband med Lag B'Omer.
Synagogan har utsatts för flera attentat, bland annat år 2022 då en lastbil med flytande propan körde in i byggnaden. Nitton personer, varav 14 tyska turister omkom i explosionen.
Al-Qaida har erkänt att de låg bakom attentatet.